# Leucandra tomentosa
Leucandra tomentosa är en svampdjursart som beskrevs av Tanita 1940. Leucandra tomentosa ingår i släktet Leucandra och familjen Grantiidae.
Artens utbredningsområde är havet kring Japan. Inga underarter finns listade i Catalogue of Life.